# Mercyline Chelangat
Mercyline Chelangat (* 17. Dezember 1997 in Bukwo) ist eine ugandische Leichtathletin, die sich auf den Langstreckenlauf spezialisiert hat.

## Sportliche Laufbahn
Erste internationale Erfahrungen sammelte Mercyline Chelangat bei den Crosslauf-Weltmeisterschaften 2015 in Guiyang, bei denen sie in der Juniorinnenklasse den 26. Platz belegte. Im Jahr darauf wurde sie bei den U20-Weltmeisterschaften in Bydgoszcz in 15:34,09 min Vierte im 5000-Meter-Lauf. Bei den Crosslauf-Weltmeisterschaften 2017 im heimischen Kampala wurde sie in der allgemeinen Wertung 12. und qualifizierte sich auch für die Weltmeisterschaften in London. Dort schied sie über 5000 Meter mit 15:16,75 min in der ersten Runde aus, während sie im 10.000-Meter-Lauf in 31:40,48 min auf Rang 13 einlief. Im Jahr darauf nahm sie erstmals an den Commonwealth Games im australischen Gold Coast teil und gewann dort in 31:48,31 min die Bronzemedaille über 10.000 Meter hinter ihrer Landsfrau Stella Chesang und Stacey Chepkemboi Ndiwa aus Kenia. Zudem wurde sie im 5000-Meter-Bewerb in 15:50,01 min Elfte. In den folgenden drei Jahren bestritt sie aufgrund einer Schwangerschaft keine Rennen, qualifizierte sich dann aber 2021 über 10.000 m für die Olympischen Sommerspiele in Tokio, bei denen sie nach 33:10,90 min auf Rang 24 gelangte.
2022 siegte sie in 1:09:24 h beim Posen-Halbmarathon und im Juli gelangte sie bei den Weltmeisterschaften in Eugene mit 31:28,26 min auf Rang 16 über 10.000 Meter. Im Jahr darauf wurde sie bei den Crosslauf-Weltmeisterschaften 2023 in Bathurst nach 36:30 min 32. im Einzelrennen und bei den Weltmeisterschaften in Budapest gelangte sie nach 2:31:40 h auf Rang 18 im Marathonlauf. 2024 wurde sie bei den Olympischen Sommerspielen in Paris in 2:39:40 h 69.
2013 wurde Chelangat Ugandische Meisterin im Hindernislauf sowie 2017 über 5000 Meter und 2023 über 10.000 Meter.

## Persönliche Bestzeiten
- 3000 Meter: 9:09,28 min, 20. Mai 2018 in Osaka
- 5000 Meter: 15:09,45 min, 13. Mai 2017 in Shanghai
- 10.000 Meter: 31:15,05 min, 6. Juni 2021 in Hengelo
- 3000 m Hindernis: 10:15,00 min, 18. Juli 2015 in Kampala
- Halbmarathon: 1:08:27 h, 17. Oktober 2021 in Barcelona (ugandischer Rekord)
- Marathon: 2:24:12 h, 16. April 2023 in Enschede